# Pedro Lobos
Pedro Lobos (Putaendo, 7 de dezembro de 1919 — Santiago do Chile, 30 de julho de 1968) foi um pintor e gravador chileno.
Nasceu na Província de Aconcágua, onde começou a fazer seus primeiros desenhos, cheios de trabalhadores do campo, homens, mulheres e crianças. Viajou para Santiago e estudou na Escola de Artes Gráficas. Mas, grande parte de seu trabalho foi desenvolvido no estrangeiro. Esteve no México que, na década de 1930, era considerada a capital do muralismo mundial. Ali, junto a Diego Rivera, deu forma a um estilo colorido e harmônico, fortemente influenciado pelas temáticas populares, campesinas e do folclore. Continuou seus estudos no Brasil, sob a supervisão de Candido Portinari, com quem logrou depurar seu estilo.
Pedro Lobos é um pintor que não tem muitos murais no Chile; tem somente quatro murais, um deles no Teatro Metro de Valparaíso, e outro no Hotel La Frontera de Temuco.
É descrito como o pintor das alegrias pueris do povo e das crianças pobres de grandes olhos tristes.